# Campeonato Mundial de Ciclismo em Pista de 1947
O Campeonato Mundial UCI de Ciclismo em Pista de 1947 foi realizado na cidade de Paris, na França entre os dias 26 de agosto e 3 de setembro. Foram disputadas cinco provas masculinas, três de profissionais duas para amadores.
A capital francesa foi pela sexta vez a sede do Campeonato Mundial de pista, a competição começou uma semana após o fim do Tour de France .

## Sumário de medalhas

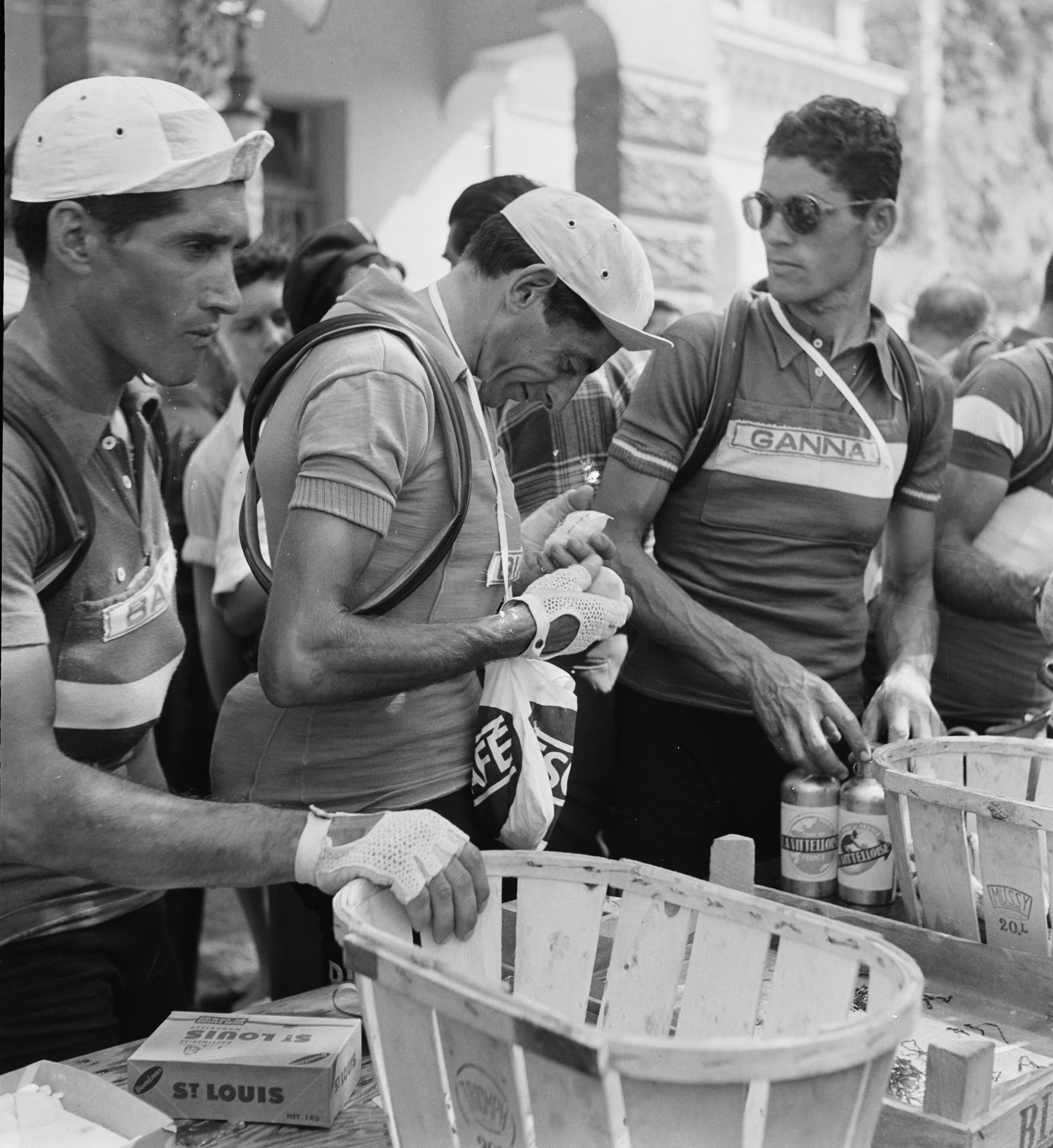
Fausto Coppi ciclista italiano vencedor da prova de perseguição individual.

| Provas profissionais - masculino |                            |                                 |                              |
| Velocidade individual            | Jef Scherens · Bélgica     | Louis Gérardin · França         | Georges Senfftleben · França |
| Perseguição individual           | Fausto Coppi · Itália      | Antonio Bevilacqua · Itália     | Hugo Koblet · Suíça          |
| Motor-paced                      | Raoul Lesueur · França     | Jean-Jacques Lamboley · França  | Jan Pronk · Países Baixos    |
| Provas amadoras - masculino      |                            |                                 |                              |
| Velocidade individual            | Reg Harris · Reino Unido   | Cornelis Byster · Países Baixos | Henri Sensever · França      |
| Perseguição individual           | Arnaldo Benfenati · Itália | Atilio François · Uruguai       | Knud Andersen · Dinamarca    |

## Quadro de medalhas
| Ordem | País          | Medalha de ouro | Medalha de prata | Medalha de bronze | Total |
| ----- | ------------- | --------------- | ---------------- | ----------------- | ----- |
| 1     | Itália        | 2               | 1                | 0                 | 3     |
| 2     | França        | 1               | 2                | 2                 | 5     |
| 3     | Bélgica       | 1               | 0                | 0                 | 1     |
| -     | Reino Unido   | 1               | 0                | 0                 | 1     |
| 5     | Uruguai       | 0               | 1                | 0                 | 1     |
| 6     | Países Baixos | 0               | 1                | 1                 | 2     |
| 7     | Dinamarca     | 0               | 0                | 1                 | 1     |
| -     | Suíça         | 0               | 0                | 1                 | 1     |